# Iphiaulax xanthospilus
Iphiaulax xanthospilus är en stekelart som först beskrevs av William Harris Ashmead 1894.  Iphiaulax xanthospilus ingår i släktet Iphiaulax och familjen bracksteklar. Inga underarter finns listade i Catalogue of Life.